# Bieg na orientację na Światowych Wojskowych Igrzyskach Sportowych 2019
Bieg na orientację na Światowych Wojskowych Igrzyskach Sportowych 2019 – zawody, które odbywały się w chińskim Wuhanie w dniach 19 – 23 października 2019 roku podczas igrzysk wojskowych. Zawody odbyły się na obiektach Jiangxia District Bafenshan Orienteering Venue.
Chińskie zespoły w biegu na orientację, złożone zarówno z mężczyzn, jak i kobiet, zostały zdyskwalifikowane po złożonych protestach przez zawodników z Rosji, Szwajcarii, Francji, Belgii, Polski i Austrii, oskarżając chińskie drużyny o uzyskanie nieuczciwej przewagi w zawodach.
Reprezentacja Polski zdobyła 4 medale: 2 srebrne oraz 2 brązowe.

## Harmonogram
| Październik        | 18 | 19 | 20 | 21 | 22 | 23 | 24 |
| ------------------ | -- | -- | -- | -- | -- | -- | -- |
| Bieg na orientację |    |    | 2  | 2  |    | 4  |    |

Legenda
|  | Eliminacje | F | Finał (ilość) |

## Konkurencje
Kobiety
- indywidualnie (średni i długi dystans), drużynowo oraz sztafeta

Mężczyźni
- indywidualnie (średni i długi dystans), drużynowo oraz sztafeta

## Uczestnicy
W biegu na orientację podczas igrzysk wojskowych uczestniczyło 16 reprezentacji kobiecych (66 zawodniczek) oraz 27 męskich (166 zawodników).

## Medaliści
| Konkurencja            | Złoto                                                                                           | Srebro                                                                                                | Brąz                                                                                               |
| Mężczyźni              |                                                                                                 | | |
| Bieg średniodystansowy | Matthias Kyburz                                                                                 | Florian Howald                                                                                        | Emanuel Egger                                                                                      |
| Bieg długodystansowy   | Dmitrij Cwietkow                                                                                | Frédéric Tranchand                                                                                    | Ionuț Zincă                                                                                        |
| Sztafeta               | Szwajcaria · Matthias Kyburz · Florian Howald · Andreas Kyburz                                  | Rosja · Dmitrij Cwietkow · Andrej Kramow · Dmitrij Nakonecznyj                                        | Francja · Nicolas Rio · Frédéric Tranchand · Lucas Basset                                          |
| Drużynowa              | Szwajcaria · Matthias Kyburz · Florian Howald · Emanuel Egger · Martin Hubmann · Andreas Kyburz | Rosja · Dmitrij Cwietkow · Andrej Kramow · Dmitrij Nakonecznyj · Walentin Nowikow · Siergiej Dobrynin | Polska · Michał Olejnik · Wojciech Kowalski · Mikołaj Dutkowski · Bartosz Pawlak · Mateusz Wensław |
| Kobiety                |                                                                                                 | | |
| Bieg średniodystansowy | Anastasija Rudnaja                                                                              | Julija Nowikowa                                                                                       | Aleksandra Hornik                                                                                  |
| Bieg długodystansowy   | Anastasija Rudnaja                                                                              | Ursula Kadan                                                                                          | Elena Roos                                                                                         |
| Sztafeta               | Rosja · Julija Nowikowa · Anastasija Mironowa · Anastasija Rudnaja                              | Polska · Agata Olejnik · Aleksandra Hornik · Hanna Wiśniewska                                         | Francja · Maëlle Beauvir · Cécile Foltzer · Isia Basset                                            |
| Drużynowa              | Rosja · Anastasija Rudnaja · Julija Nowikowa · Swietłana Mironowa · Natalja Jefimowa            | Polska · Aleksandra Hornik · Agata Olejnik · Hanna Wiśniewska                                         | Szwajcaria · Elena Roos · Sarina Annik Jenzer · Angela Birgit Schwab                               |

## Klasyfikacja medalowa
Gospodarz zawodów został zaznaczony tym kolorem.
| Miejsce           | Reprezentacja     | Złoto | Srebro | Brąz | Razem |
| 1                 | Rosja             | 5     | 3      | 0    | 8     |
| 2                 | Szwajcaria        | 3     | 1      | 3    | 7     |
| 3                 | Polska            | 0     | 2      | 2    | 4     |
| 4                 | Francja           | 0     | 1      | 2    | 3     |
| 5                 | Austria           | 0     | 1      | 0    | 1     |
| 6                 | Rumunia           | 0     | 0      | 1    | 1     |
| Ogółem (6 państw) | Ogółem (6 państw) | 8     | 8      | 8    | 24    |

Źródło: